# Kathiawari
Kathiawari (radźputana, marwar) – indyjska rasa koni przypominająca sylwetką konie czystej krwi arabskiej.

## Budowa
Występuje w różnych umaszczeniach, z wyjątkiem karej (najczęściej kasztanowata). Osiąga wysokość w kłębie wynoszącą ok. 140–150 cm. Jest to jedyny koń pochodzenia indyjskiego wyższy od kuca.
Charakterystyczne dla tej rasy jest ułożenie uszu (zakrzywione do wewnątrz) oraz odporność na choroby. Konie tej rasy są wąsko zbudowane.

## Historia powstania, pochodzenie
Rasa ta ma swe początki w morskiej katastrofie. W dawnych czasach u wybrzeży indyjskich zatonął arabski statek przewożący konie wyścigowe. Kilka z nich zdołało dopłynąć do brzegu i przetrwały. Konie te zaczęły krzyżować się z indyjskimi kucami. Rasa powstała na przełomie XIII/XIV wieku w Indiach na półwyspie Kathijawar (stan Gudźarat). Rozwinęła się w wyniku krzyżowania miejscowej rasy z końmi czystej krwi.

## Użytkowość
Dzięki odziedziczonej wytrzymałości i dzielności używane w celach jucznych oraz do jazdy wierzchem. 